# معاهدة 1818
معاهدة عام 1818 أو الاتفاقية المتعلقة بمصائد الأسماك والحدود واستعادة العبيد بين الولايات المتحدة والمملكة المتحدة، والمعروفة أيضًا باسم اتفاقية لندن أو الاتفاقية الأنجلو أمريكية لعام 1818 أو اتفاقية عام 1818، هي معاهدة دولية موقعة في عام 1818 بين الأطراف المذكورة أعلاه. حلت هذه المعاهدة قضايا الحدود الدائمة بين البلدين. سمحت المعاهدة بالاحتلال المشترك والاستيطان لمقاطعة أوريغون، المعروفة لدى البريطانيين وفي التاريخ الكندي باسم مقاطعة كولومبيا التابعة لشركة خليج هدسون، بما في ذلك الجزء الجنوبي من مقاطعة نيو كاليدونيا الشقيقة.
اتفقت الدولتان على خط حدودي يشمل خط عرض 49 شمال الموازي لخط الاستواء؛ ويرجع ذلك جزئيًا إلى أن مسح حدود الخط المستقيم سيكون أكثر سهولة من مسح الحدود السابقة على أساس مستجمعات المياه. كانت المعاهدة بمثابة آخر خسارة كبيرة دائمة للمملكة المتحدة للأراضي في ما يعرف الآن بالولايات المتحدة القارية؛ والتنازل الدائم الوحيد للولايات المتحدة عن أراضي أمريكا الشمالية لقوة أجنبية. تنازل البريطانيون عن كل أراضي روبرتس لاند جنوب خط عرض 49 وشرق التقسيم القاري للأمريكيتين؛ بما في ذلك كل مستعمرة النهر الأحمر جنوب خط العرض هذا؛ وتنازلت الولايات المتحدة عن أقصى الطرف الشمالي لإقليم ميزوري شمال خط العرض 49.

## أحكام المعاهدة
يشار إلى المعاهدة باسم مختلف هو «الاتفاقية المتعلقة بمصائد الأسماك والحدود واستعادة العبيد»، و«اتفاقية التجارة (مصائد الأسماك والحدود واستعادة العبيد)» و«اتفاقية التجارة بين جلالة الملك والولايات المتحدة الأمريكية».
- ضمنت المادة الأولى حقوق الصيد على طول ساحل جزيرة نيوفندلاند ولابرادور للولايات المتحدة.
- حددت المادة الثانية الحدود بين أمريكا الشمالية البريطانية والولايات المتحدة على طول «خط مرسوم من أقصى نقطة في الشمال الغربي لبحيرة الغابات، باتجاه الجنوب، وعلى امتداد طول خط عرض 49 شمال إلى جبال ستوني» المعروفة الآن باسم جبال روكي. تنازلت بريطانيا عن جميع الأراضي الواقعة جنوب خط عرض 49 شمال، بما في ذلك أجزاء من مستعمرة النهر الأحمر وروبرتس لاند (التي تضم أجزاء من ولايات مينيسوتا الحالية وداكوتا الشمالية والجنوبية). تنازلت الولايات المتحدة عن جزء من صفقة لويزيانا الواقعة شمال خط العرض 49 (الجزء الشمالي من مستجمعات المياه في نهر المسيسيبي، بما في ذلك أجزاء من نهر ميلك، ونهر بوبلار، ومستجمعات المياه في بيغ مودي كريك في ألبرتا وساسكاتشوان الحديثتين). حسمت هذه المادة نزاعًا حدوديًا ناجمًا عن الجهل بالجغرافيا الفعلية في الحدود المتفق عليها في معاهدة باريس عام 1783 التي أنهت الحرب الثورية الأمريكية.
- وضعت تلك المعاهدة السابقة الحدود بين الولايات المتحدة وأمريكا الشمالية البريطانية على طول خط يمتد غربًا من بحيرة الغابات إلى نهر المسيسيبي. لم يدرك الطرفان أن النهر لم يمتد إلى أقصى الشمال، فلن يكن لهذا الخط أن يلتقي بالنهر أبدًا. أنشأت معاهدة عام 1818 أرضًا حبيسة وأخرى مستحاطة للولايات المتحدة لحل هذه المشكلة، في الزاوية الشمالية الغربية، وهي الجزء الصغير من ولاية مينيسوتا الحالية الذي يُعد الجزء الوحيد من الولايات المتحدة الواقع شمال خط العرض 49 باستثناء ألاسكا.
- نصت المادة الثالثة على السيطرة المشتركة على الأرض في ولاية أوريغون لمدة عشر سنوات. تمكن كلا البلدين من المطالبة بالأرض، وضمن كلاهما حرية الملاحة طوال الوقت.
- أكدت المادة الرابعة الاتفاقية الأنجلو أمريكية لعام 1815 التي تنظم التجارة بين الطرفين لمدة عشر سنوات إضافية.
- وافقت المادة الخامسة على إحالة الخلافات، الناشئة عن معاهدة غينت والتي أنهت حرب عام 1812، حول مطالبة الولايات المتحدة إلى «دولة أو ولاية ذات سيادة ودودة تُسمى لهذا الغرض». تجسد طلب الولايات المتحدة بإعادة، أو تعويض، العبيد الذين كانوا في الأراضي البريطانية أو على متن سفن تابعة للبحرية البريطانية عند توقيع المعاهدة. دارت معاهدة غينت بدورها حول تسليم الممتلكات، وادعت الولايات المتحدة أن هؤلاء العبيد كانوا ملكًا لمواطني الولايات المتحدة.
- نصت المادة السادسة على حدوث التصديق خلال ستة أشهر على الأكثر من توقيع المعاهدة.